# Ronny Jordan
Ronny Jordan (* 29. November 1962 in London als Ronald Laurence Albert Simpson; † 13. Januar 2014) war ein britischer Jazz-Gitarrist, vor allem  des Smooth Jazz und Acid Jazz.

## Leben und Wirken
Jordan, der Sohn eines jamaikanischen Geistlichen, wurde durch Gospelmusik geprägt und war als Musiker Autodidakt. Er machte in den Londoner Clubs als Begleiter von Vokalisten auf sich aufmerksam. Sein erstes Album Antidote (1991/92) enthielt eine Coverversion von So What, die international ein Hit wurde; auf seinem nächsten Album The Quiet Revolution, das wegen seiner Fassung von Wes Montgomerys Mr. Walker wiederum sehr erfolgreich war, wirkte bereits Guru mit. Jordan war umgekehrt an dessen Album Jazzmatazz Vol. 1 (1993) beteiligt und ging mit dem Jazzmatazz-Projekt auf Tournee. Auch machte er ausgedehnte Welttourneen mit seiner eigenen Formation und arbeitete mit DJ Krush zusammen.
Im Unterschied zu anderen Pionieren des Acid Jazz konnte Jordan ein eigenständiges Profil jenseits des kurzlebigen Trends entwickeln. 2010 war er mit seinem Orgeltrio (mit dem Organisten Melvin Davis und dem Schlagzeuger Dave Moore) international unterwegs.

## Sonstiges
Sein Song „The Jackal“ wurde in der Fernsehserie „The West Wing – Im Zentrum der Macht“ verwendet (im Teil 18 der ersten Staffel, in dem Allison Janney als C.J. Cregg die Lippen synchron zum Song bewegt).

## Diskographische Hinweise
- The Antidote (1992)
- The Quiet Revolution (1993)
- Bad Brothers (1995)
- Light to Dark (1996)
- A Brighter Day (2000, nominiert für einen Grammy)
- Off the Record (2001)
- At last (2003)
- After 8 (2004)
- The Rough and the Smooth (2009)

## Lexigraphische Einträge
- Martin Kunzler: Jazz-Lexikon. Band 1: A–L (= rororo-Sachbuch. Bd. 16512). 2. Auflage. Rowohlt, Reinbek bei Hamburg 2004, ISBN 3-499-16512-0.